# Beatriz García Vidagany
Beatriz García Vidagany (Valencia, 17 novembre 1988) è un'ex tennista spagnola.

## Statistiche ITF

### Singolare

#### Vittorie (2)
| Torneo 100 000 $    |
| Torneo 75 000 $     |
| Torneo 50 000 $     |
| Torneo 25 000 $     |
| Torneo 10 000 $ (2) |

| N. | Data | Torneo  | Superficie  | Avversaria in finale | Punteggio     |
| 1. | 2008 | Tortosa | Terra rossa | Amanda Carreras      | 6-2, 6-3      |
| 2. | 2010 | Vic     | Terra rossa | Aleksandra Josifoska | 2-6, 6-2, 6-2 |

## Vittorie contro giocatrici Top 10
| Stagione | 2010 | Totale |
| Vittorie | 1    | 1      |

| #    | Giocatrice    | Ranking | Evento                                | Superficie  | Turno | Punteggio     | Rank. BGVR |
| ---- | ------------- | ------- | ------------------------------------- | ----------- | ----- | ------------- | ---------- |
| 2010 |               |         |                                       |             |       |               |            |
| 1.   | Kim Clijsters | 10      | Andalucia Tennis Experience, Marbella | Terra rossa | 2T    | 7-5, 4-6, 6-4 | 258        |